# Scherma col bastone

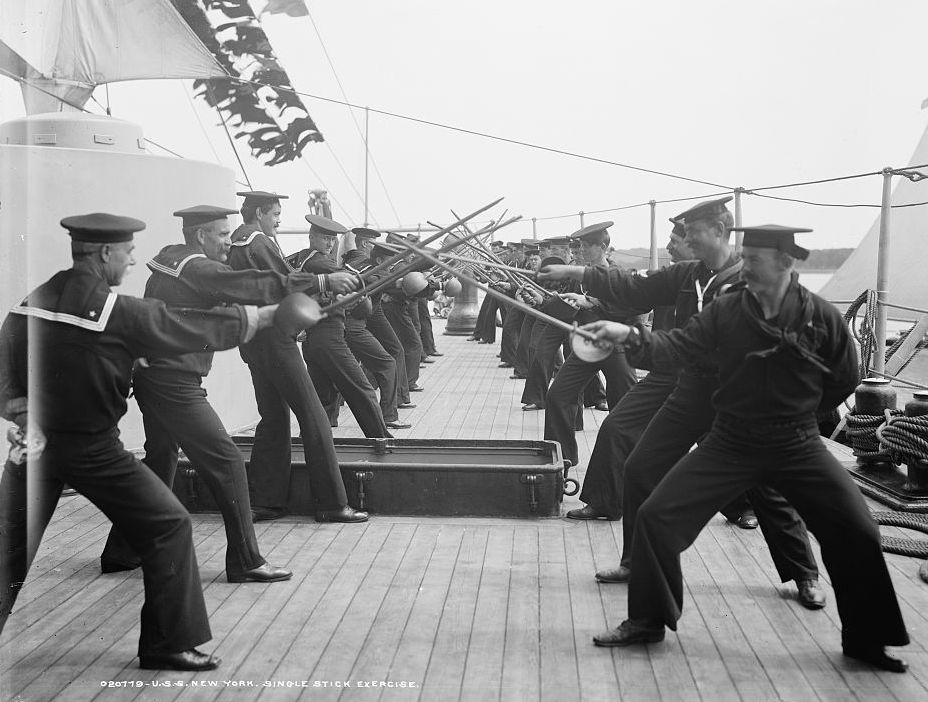
Allenamento di scherma col bastone sulla USS New York

La scherma col bastone (definita in Francia La canne e in Inghilterra the cane) fu una disciplina di difesa personale sviluppata da Pierre Vigny. La disciplina agonistica tuttavia ottenne una certa notorietà nel periodo compreso tra il finire dell'XIX secolo e i primi del XX secolo. 

## Storia
Arte particolarmente diffusa in Italia e solamente di seguito in Francia, come vera disciplina regolamentata fu praticata a partire dalla seconda metà dell'Ottocento. Al principio fu una disciplina utilizzata per l'addestramento in ambito militare nelle sale d'armi italiane, come esercizio preparatorio per lo studio della sciabola, poi si diffuse anche nelle caserme di Francia, Belgio e Ungheria. 
Vi sono delle eccezioni che portarono la divulgazione della canne francese in Italia. Questo avvenne ad opera del Maestro Zerboni che la introdusse presso la Società Ginnastica Andrea Doria di Genova e in Lombardia ad opera del maestro Manusardi. Tenuto conto di queste eccezioni, bisogna precisare però che l'arte francese denominata Canne altro non fu che la scherma di bastone italiana importata in Francia in epoca rinascimentale dagli italiani stessi e rimaneggiata in un secondo tempo, ma solo nella terminologia, dai transalpini. Questo fatto è riconosciuto da diversi storici e soprattutto dalla massima autorità francese in fatto di Canne e Savate, il maestro Sylvain Salvini. 
La scherma col bastone fu anche disciplina olimpica, quale esercizio dimostrativo, nel 1904 a St. Louis, negli Stati Uniti d'America, e tra i campioni americani si ricorda Albertson Van Zo Post, che conquistò un oro nella gara di scherma con bastone, ma anche un argento nel fioretto e un bronzo nella sciabola individuale. Esistono numerosi trattati di scherma di bastone. La Francia conobbe questa scienza grazie agli scritti del maestro bolognese Marozzo del sedicesimo secolo, e soprattutto del maestro Geronimo Cavalcabò, il cui testo schermistico Traité ou instruction pour tires des armes de l'excellent scrimeur Hyéronime Cavalcabò influenzò il modo di fare scherma moderna in Francia durante il XVII secolo. Inoltre fu insegnante alla corte del sovrano Enrico IV e di suo figlio, futuro re Luigi XIII. In Francia un trattato di questa singolare disciplina fu scritto da Emìle André nel 1904 e ristampato nel 1923, resta a tutt'oggi un manuale valido per lo studio della canne francese. La scherma col bastone proliferò sino ai primi del Novecento, nonostante il divieto di porto sostenuto da decreti e ordinanze regie. Coloro che avevano handicap o necessità in ambito lavorativo potevano condurre seco un bastone. Intorno agli anni trenta decadde la moda del bastone da passeggio e l'arte rischiò di scomparire del tutto dalle sale d'armi. 
Dopo la seconda guerra mondiale in Francia si trasformerà in Canne de Combat, conoscendo un nuovo sviluppo agonistico, merito questo del kobudo e della diffusione delle arti marziali orientali (similmente, la Savate francese verrà rimodellata sulla boxe américaine ou full contact, ossia sulla kickboxing americana degli anni 70, come riporta lo scrittore francese nonché artista marziale Roland Habersetzer). Non per niente, anche i passaggi di grado nell'arte del bastone, così come fu codificato da Kawaishi nelle cinture colorate del judo, si basa sul colore dei pomelli dell'arma in questione. In Italia invece continuerà sotto la guida del maestro Italo Manusardi e di suo nipote Lorenzo Ravazzani Manusardi in maniera autonoma sotto il nome di Canne italiana, ispirandosi ai precetti della Scherma tradizionale.

## Nella letteratura
Nei romanzi e racconti di Arthur Conan Doyle, Sherlock Holmes è un praticante esperto di scherma col bastone.